# Pashchim Champaran (huyện)
Huyện Pashchim Champaran là một huyện thuộc bang Bihar, Ấn Độ. Thủ phủ huyện Pashchim Champaran đóng ở Bettiah. Huyện Pashchim Champaran có diện tích 5229 ki lô mét vuông. Đến thời điểm năm 2001, huyện Pashchim Champaran có dân số 3043044 người.